# Glypta insignis
Glypta insignis là một loài tò vò trong họ Ichneumonidae.